# Pokrajinska smotra recitatora na hrvatskom jeziku
Pokrajinska smotra recitatora na hrvatskom jeziku je kulturna manifestacija za djecu i mlade. 
Pokretač ove manifestacije je kulturna djelatnica vojvođanskih Hrvata Katarina Čeliković.
Održava se jednom godišnje u studenom, a mjesto održavanja je tradicionalno subotička Gradska knjižnica.
Manifestaciju organizira subotička Hrvatska čitaonica.
Manifestacija je pokrajinskog značaja.
Na manifestaciji sudjeluje oko 100 najboljih recitatora s područja autonomne pokrajine Vojvodine, Srbija. 
Sudionici su razvrstani u trima dobnim skupinama: niži razredi osnovnih škola, viši razredi osnovnih škola i srednjoškolci te mladi do 27 godina starosti.
U izboru tekstova se uzima uglavnom poznatije pjesnike iz Hrvatske da bi "djeca koja uče na hrvatskom nastavnom jeziku upoznala i hrvatsku poeziju" odnosno "da govore na hrvatskom jeziku i upoznaju hrvatske pjesnike u povijesnom kontinuitetu". Veliki se značaj pridaje davanjem stihova pjesnika vojvođanskih Hrvata, kao što su Jasna Melvinger, Milovan Miković, Vojislav Sekelj i Petko Vojnić Purčar.
Nagrade najboljim sudionicima su knjige na hrvatskom jeziku, pohvalnice te jednodnevni izleti u Hrvatsku.
Od poznatih osoba koje su bile sucima u stručnim i ocjenjivačkim odborima, valja navesti Mariju Šeremešić i Milovana Mikovića, a u prosudbenoj komisiji bile su i Đurđica Stuhlreiter i Katarina Čović.

## Vanjske poveznice
- Zavod za kulturu vojvođanskih Hrvata  Arhivirana inačica izvorne stranice od 7. siječnja 2014. (Wayback Machine) Pokrajinska smotra recitatora na hrvatskom jeziku